# Manolis Glezos

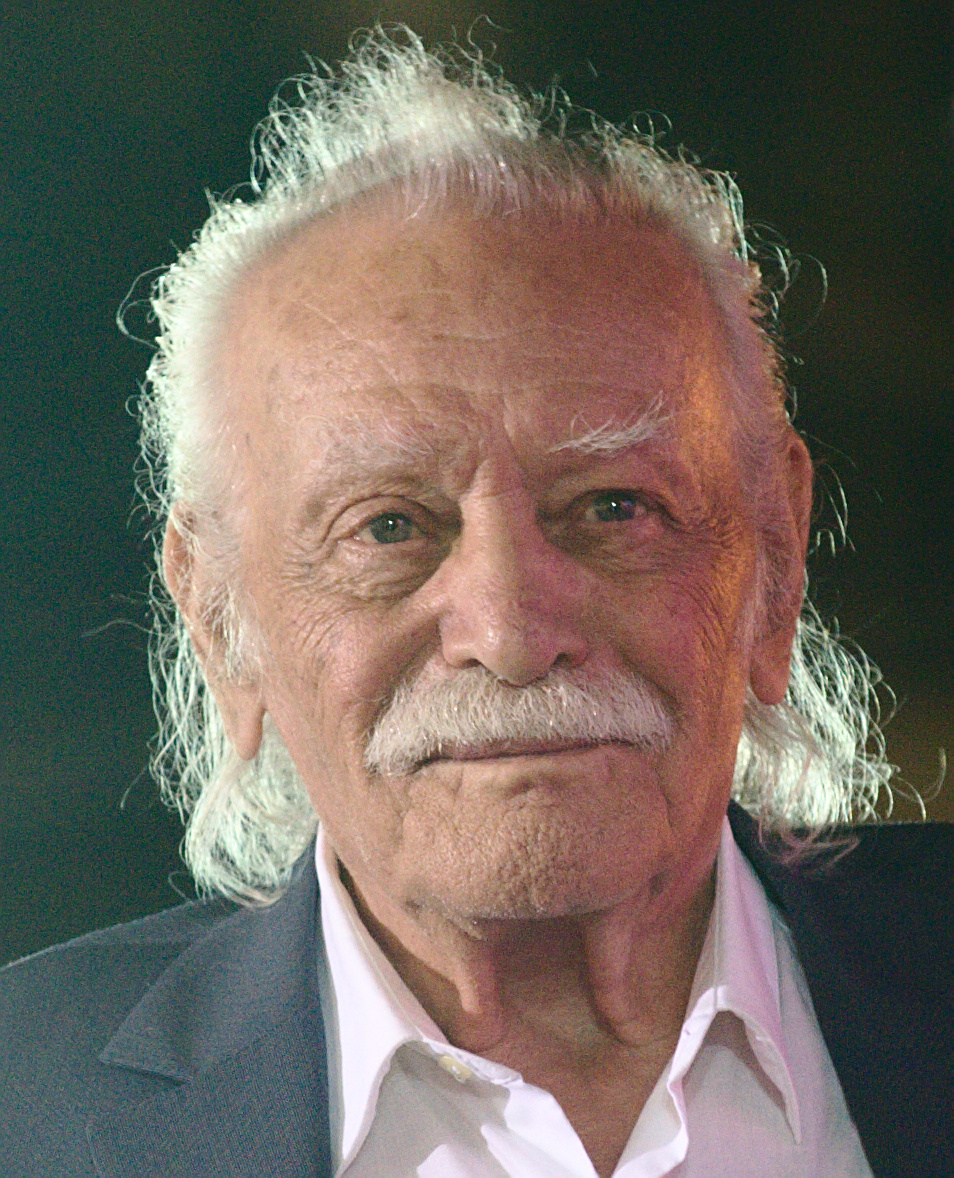
Manolis Glezos (2015)

Manolis Glezos (griechisch Μανώλης Γλέζος, * 9. September 1922 in Aperathos auf Naxos; † 30. März 2020 in Athen) war im Zweiten Weltkrieg ein Widerstandskämpfer gegen die deutsche Besetzung Griechenlands, im Nachkriegsgriechenland war er ein linksgerichteter Politiker und Autor. Von 2014 bis zum 7. Juli 2015 war er das älteste Mitglied des Europaparlaments.

## Biografie
Glezos war der älteste Sohn einer Lehrerin und eines Buchhalters und Journalisten. Der Vater starb, als er drei Jahre alt war, und bevor sein Bruder Nikos zur Welt kam. Im Alter von zwölf Jahren zog Glezos mit seiner Mutter, seinem Bruder, seinem Stiefvater und zwei Halbgeschwistern von Naxos nach Metaxourgio ins nördliche Athen. Der Stiefvater erhielt ein Stipendium und reiste ohne Familie nach Deutschland und Frankreich. Glezos besuchte das Gymnasium und studierte ab 1940 an der Wirtschaftsuniversität Athen.

### Zweiter Weltkrieg

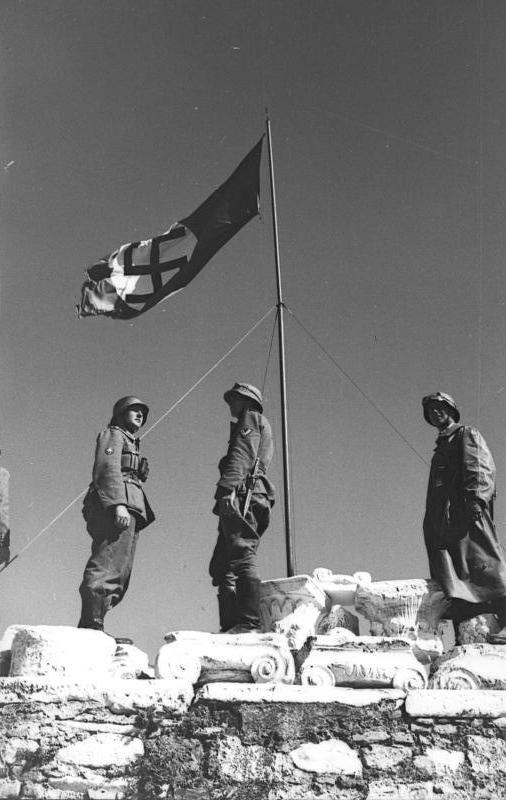
Hakenkreuzfahne auf der Akropolis in Athen

1939 wirkte Glezos noch als Schüler an der Gründung einer antifaschistischen Jugendgruppe mit, die sich gegen die italienische Besatzung des Dodekanes und die Diktatur von Ioannis Metaxas wandte. Zu Beginn des Griechisch-Italienischen Kriegs wurde seine Bewerbung zur griechischen Armee aus Altersgründen abgelehnt. Dafür arbeitete er als Freiwilliger für das griechische Wirtschaftsministerium. Nachdem die Wehrmacht Griechenland im Balkanfeldzug besetzt hatte, arbeitete er für das Griechische Rote Kreuz, war daneben aber im griechischen Widerstand aktiv.
Am 30. Mai 1941 erklomm er zusammen mit Apostolos Sandas die Akropolis und riss die dort seit der deutschen Einnahme von Athen am 27. April 1941 gehisste Hakenkreuzfahne herunter. Diese erste Widerstandshandlung in Griechenland, durch die Glezos ein antifaschistischer Held wurde, war ein Fanal, das viele Griechen zum Widerstand anregte. Glezos und Sandas wurden in Abwesenheit zum Tode verurteilt. Am 24. März 1942 wurde Glezos verhaftet und von der deutschen Besatzungstruppe gefangen gehalten und gefoltert. In der Haft erkrankte er schwer an Tuberkulose. Nachdem er wegen seines schlechten Gesundheitszustandes freigelassen worden war, wurde er am 21. April 1942 von italienischen Besatzungstruppen verhaftet und drei Monate lang gefangen gehalten. Am 7. Februar 1944 wurde er wieder verhaftet, diesmal von griechischen Kollaborateuren. Er verbrachte weitere siebeneinhalb Monate im Gefängnis, bis er am 21. September 1944 fliehen konnte. Im selben Jahr wurde sein jüngerer Bruder Nikos von den deutschen Besatzern hingerichtet.

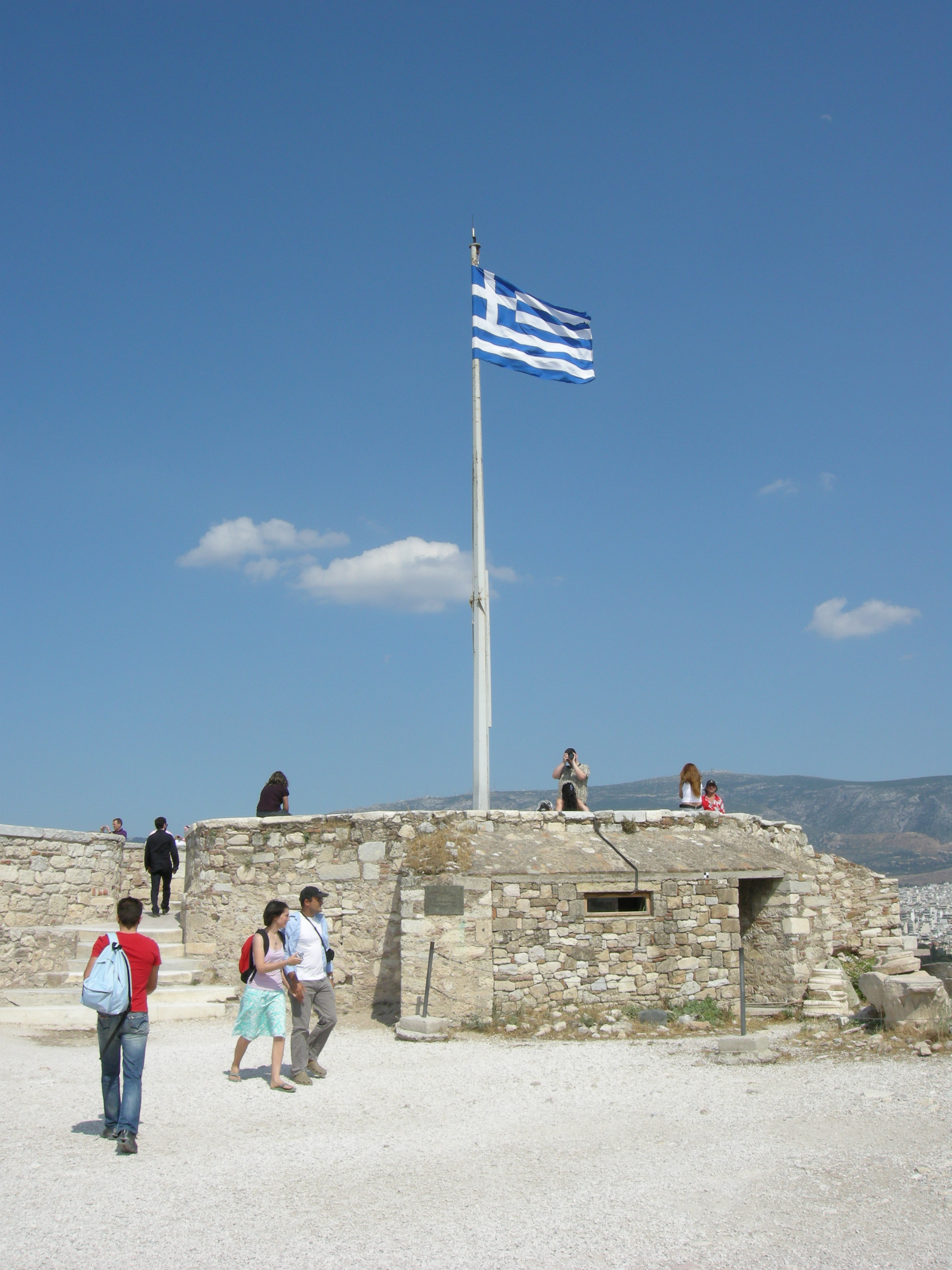
Fahnenmast auf der Akropolis heute

### Bürgerkrieg und Nachkriegszeit
Nach dem Ende des Krieges übernahm Glezos 1945 die Leitung der kommunistischen Zeitung Rizospastis. Drei Jahre später wurde er inhaftiert und wegen Pressedelikten 28 Mal angeklagt. Am 3. März 1948 wurde Glezos zum Tode verurteilt. Wegen internationaler Proteste wurde das Urteil nicht vollstreckt, sondern 1950 in eine lebenslange Freiheitsstrafe umgewandelt. 1951 wurde Glezos – weiterhin in Haft – auf der Liste der Eniea Dimokratiki Aristera (griechisch Ενιαία Δημοκρατική Αριστερά ΕΔΑ, Vereinigung der Demokratischen Linken, EDA) in das griechische Parlament gewählt. Nach seiner Wahl trat er in den Hungerstreik, um die Freilassung der anderen EDA-Abgeordneten zu erreichen, die in Haft oder auf Inseln verbannt waren. Nach der Freilassung sieben verbannter Abgeordneter beendete er den Hungerstreik. Im Juli 1954 wurde er aus der Haft entlassen. Am 5. Dezember 1958 wurde er erneut verhaftet und (wie zahlreiche Linke in den Zeiten des Kalten Krieges) wegen Spionage verurteilt. Seine Freilassung am 15. Dezember 1962 erfolgte aufgrund der öffentlichen Empörung in Griechenland und im Ausland. Während der zweiten Periode seiner Gefangenschaft nach dem Krieg wurde Glezos 1961 als Abgeordneter der EDA wiedergewählt.

### Militärdiktatur 1967 bis 1974
Beim Militärputsch am 21. April 1967 wurde Glezos ebenso wie die anderen führenden Politiker um zwei Uhr nachts verhaftet. Während der Herrschaft der Obristen unter Georgios Papadopoulos war er bis 1971 weitere vier Jahre in Haft und Verbannung.
Insgesamt erlitt Manolis Glezos aufgrund politischer Verfolgung elf Jahre und vier Monate Gefangenschaft und vier Jahre und sechs Monate Exil.

### Seit 1974
Nach der Wiederherstellung der Demokratie in Griechenland 1974 beteiligte sich Glezos am Wiederaufbau der Eniea Dimokratiki Aristera (EDA). Bei den Wahlen 1981 und 1985 wurde er auf der Liste der sozialistischen PASOK ins Parlament gewählt. Im Juni 1984 wurde er ebenfalls auf der Liste der PASOK als Abgeordneter des Europäischen Parlaments (MdEP) gewählt. Von 1985 bis 1989 war er Vorsitzender der EDA.
Am 25. Januar 1985 legte er sein Mandat als MdEP nieder.
Nach der Parlamentswahl im Juni 1985 wurde er Abgeordneter im griechischen Parlament. Später arbeitete er bei einem basisdemokratischen Modellversuch in seinem Heimatdorf Aperathos mit, wo er zum Vorsitzenden des Gemeinderats gewählt wurde. Er beschnitt die Kompetenzen des Rates durch die Einführung einer Verfassung, die einer örtlichen „Beratenden Versammlung“ die Kontrolle über die Gemeindeverwaltung übertrug. Dieses Modell funktionierte einige Jahre, aber längerfristig ließ das Interesse nach und die Versammlung wurde abgeschafft. Neben seiner politischen Arbeit entwickelte Glezos hier auch ein System zur Verhinderung von Überschwemmungen, Bekämpfung der Bodenerosion und zum Schutz des Grundwassers; es basiert auf dem Bau einer Reihe von sehr kleinen Dämmen, die das Wasser in Grundwasserleiter leiten.
Bei der Parlamentswahl am 8. April 2000 führte Glezos die Liste Synaspismos an, einen Zusammenschluss radikaler Linker. 2002 gründete er die politische Gruppe Aktive Bürger, die mit dem Synaspismos und anderen kleineren linken Parteien Teil des Bündnisses SYRIZA war, bis das Bündnis zur Partei SYRIZA verschmolz, und kandidierte für das Amt des Präfekten der Region Attika.
Glezos setzte sich über Jahrzehnte unter anderem für Entschädigungs- und Wiedergutmachungszahlungen der Bundesrepublik Deutschland an Griechenland und an griechische Opfer des Nationalsozialismus ein.
Am 5. März 2010 wurde Glezos bei Zusammenstößen zwischen Polizei und Demonstranten anlässlich einer Demonstration gegen die Sparmaßnahmen aufgrund der hohen Staatsverschuldung Griechenlands leicht verletzt, als die Polizei Tränengas einsetzte. Im Oktober 2011 rief er zusammen mit Mikis Theodorakis in einem „Appell für die Rettung der Völker Europas“ zum Kampf gegen das „Imperium des Geldes“ auf. Glezos schlug gegen Griechenlands Schuldenkrise vor, kein Geld für Rüstung auszugeben, wandte sich gegen unrechtmäßige staatliche Schulden und Steuerbetrug und forderte Ausgaben in den Bereichen Gesundheit, Bildung und Forschung. Ferner forderte er Deutschland auf, die sich aus dem Pariser Reparationsabkommen ergebenden Kriegsschulden zu begleichen (von Glezos auf 108 Milliarden Euro beziffert) und eine während der deutschen Besatzung bei der Bank von Griechenland erhobene Zwangsanleihe (die einem heutigen Wert von 54 Milliarden Euro entspreche) zurückzuzahlen. Es müsse kein Geld an die griechische Regierung fließen, Deutschland könne auch Stipendien für griechische Studenten oder Infrastrukturprojekte finanzieren.
Bei der Europawahl 2014 wurde Glezos zum zweiten Mal nach 1984 ins Europaparlament gewählt. Er war dort für SYRIZA der älteste aller Abgeordneten. Er kündigte bereits nach seiner Wahl an, er werde sein Mandat nur ein Jahr lang ausüben und dann den Platz einem Jüngeren überlassen. Am 7. Juli 2015 verabschiedete er sich aus dem EU-Parlament mit einem Zitat zum Kampf der Griechen gegen die „Tyrannen“ aus der EU-Volksvertretung.
Vor der Parlamentswahl in Griechenland im Januar 2015 machte Glezos Wahlkampf für SYRIZA. Vier Wochen später unterstellte er Ministerpräsident Alexis Tsipras Augenwischerei. Bei den vorgezogenen Neuwahlen im September 2015 kandidierte Glezos auf der Liste der SYRIZA-Abspaltung Laiki Enotita, die allerdings mit 2,86 % knapp an der Sperrklausel für den Einzug ins Parlament scheiterte.
Manolis Glezos starb im Frühjahr 2020 im Alter von 97 Jahren an Herzversagen.

## Publizistisches Werk
Manolis Glezos schrieb seit 1942 Artikel für griechische Zeitungen; ferner war er Herausgeber der Zeitungen Rizospastis und Avgi in den 1950er Jahren.
Er veröffentlichte sechs Bücher auf Griechisch:
- Η ιστορία του βιβλιού. 1974 [Die Geschichte des Buches]
- Από τη δικτατορία στη ∆ηµοκρατία. 1974 [Von der Diktatur zur Demokratie]
- Το φαινόµενο της αλλοτρίωσης στη γλώσσα. 1977 [Das Phänomen der Verfremdung in der Sprache]
- Η συνείδηση της πετραίας γης. 1997 [Das Gewissen der felsigen Erde]
- Ύδωρ, Αύρα, Νερό. 2001 [Hydor, Aura, Nero]
- Εθνική Αντίσταση 1940-1945. 2006 [Nationaler Widerstand 1940–1945]

## Ehrungen

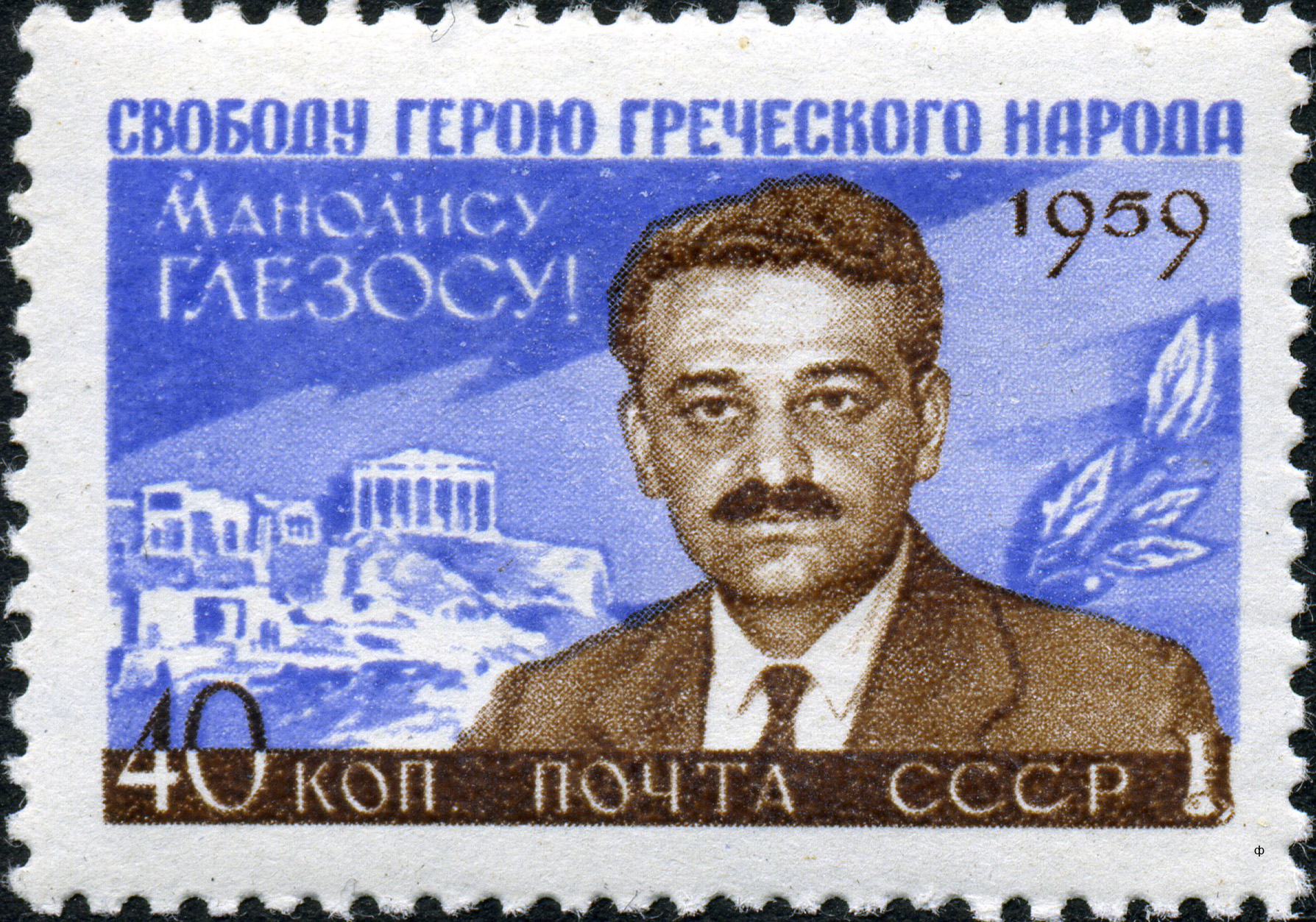
„Freiheit für den Helden des griechischen Volkes, Manolis Glezos!“, sowjetische Briefmarke (1959)

Schon 1959 ehrte die Post der Sowjetunion Manolis Glezos durch eine Briefmarke, die sein Porträt vor dem Hintergrund der Akropolis zeigt. Er wurde ferner mit dem Internationalen Journalistenpreis 1958, der Goldmedaille Joliot-Curie des Weltfriedensrates 1959 und dem Lenin-Friedenspreis 1963 ausgezeichnet.
Für seine Verdienste um Demokratie, Geologie und Linguistik erhielt er 1996 die Ehrendoktorwürde der Philosophischen Fakultät (Abteilung Geologie) der Universität Patras, 2001 die der Aristoteles-Universität Thessaloniki (Abteilung Ingenieurwesen), 2003 die der Nationalen Technischen Universität Athen (Fakultät für Bergbau und Metallurgie) und 2008 die der Philosophischen Fakultät der Nationalen und Kapodistrias-Universität Athen.
Auf der Akropolis in Athen erinnert eine Bronzetafel im Bereich des Fahnenmastes an die Heldentat von Glezos und Sandas im Jahre 1941.
Der Text auf der Tafel lautet:

„ΤΗ ΝΥΧΤΑ ΤΗΣ 30ης ΜΑΙΟΥ 1941 ΚΑΤΕΒΑΣΑΝ ΟΙ ΠΑΤΡΙΩΤΕΣ ΜΑΝΩΛΗΣ ΓΛΕΖΟΣ ΚΑΙ ΑΠΟΣΤΟΛΟΣ ΣΑΝΤΑΣ ΤΗ ΣΗΜΑΙΑ ΤΩΝ ΝΑZΙ ΚΑΤΑΚΤΗΤΩΝ ΑΠΟ ΤΟ ΙΕΡΟ ΒΡΑΧΟ ΤΗΣ ΑΚΡΟΠΟΛΙΣ. 
ΕΝΤΟΙΧΙΣΤΗΚΕ ΑΠΟ ΤΗ „ΕΝΩΜΕΝΗ ΕΘΝΙΚΗ ΑΝΤΙΣΤΑΣΗ 1941–1944“ ΤΟ 1982. 
In der Nacht des 30. Mai 1941 rissen die Patrioten Manolis Glezos und Apostolos Sandas die Fahne der Nazi-Besatzer vom heiligen Felsen der Akropolis. 
Angebracht vom Vereinten nationalen Widerstand 1941–1944 im Jahre 1982.“